# António Teixeira de Sousa

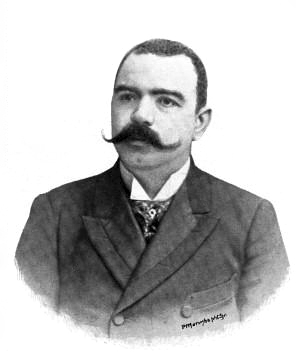
António Teixeira de Sousa

António Teixeira de Sousa (* 5. Mai 1857 in Celeirós; † 5. Juni 1917 in Porto) war ein Politiker aus der Zeit der konstitutionellen Monarchie in Portugal. Er war 1910 der letzte Regierungschef der Monarchie.

## Leben
1883 beendete Teixeira de Sousa seine Ausbildung als Arzt an der Medizinisch-Chirurgischen Hochschule Porto (heute: Medizinische Fakultät der Universität Porto). Er arbeitete dann als Mediziner, u. a. auch in der Armee und im öffentlichen Dienst. Er war Mitglied der Regenerationspartei und hatte gegen Ende der Monarchie eine Reihe von hohen öffentlichen Ämtern inne, so war er von 1903 bis 1904 und erneut im Jahr 1906 Finanzminister. Später leitete er auch das Innenministerium. Am 26. Juni 1910 wurde er von König Emanuel II. zum Regierungschef berufen. Die Revolution von Anfang Oktober 1910, die die portugiesische Monarchie beendete, beendete auch seine Regierungszeit.
Siehe auch: Geschichte Portugals, Zeittafel Portugal
| Vorgänger                         | Amt                               | Nachfolger    |
| --------------------------------- | --------------------------------- | ------------- |
| Francisco António da Veiga Beirão | Premierminister von Portugal 1910 | Teófilo Braga |

| Personendaten    | Personendaten              |
| ---------------- | -------------------------- |
| NAME             | Sousa, António Teixeira de |
| KURZBESCHREIBUNG | portugiesischer Politiker  |
| GEBURTSDATUM     | 5. Mai 1857                |
| GEBURTSORT       | Celeirós, Portugal         |
| STERBEDATUM      | 5. Juni 1917               |
| STERBEORT        | Porto                      |